# 碲化物
碲化物是含碲阴离子（Te2-）的盐。活泼金属碲化物很容易水解，或被空气中的氧氧化。
在自然界中，碲化物可以以碲银矿、碲汞矿、碲金矿等形式存在。

## 制备
碲化物可由碲和金属单质化合得到，如：
2 Ag + Te —Δ→ Ag2Te